# 7925 Shelus
7925 Shelus eller 1986 RX2 är en asteroid i huvudbältet som upptäcktes den 6 september 1986 av den amerikanske astronomen Edward L.G. Bowell vid Anderson Mesa Station. Den är uppkallad efter Peter J. Shelus.
Asteroiden har en diameter på ungefär 11 kilometer och den tillhör asteroidgruppen Themis.